# Хуан Антоніо Ескурра
Хуан Антоніо Ескурра (ісп. Juan Antonio Escurra; 6 травня 1859, Карагуатай, Кордильєра, Парагвай — 24 серпня 1929, Вілья-Аєс, Парагвай) — парагвайський військовий і державний діяч, президент Парагваю (1902—1904).

## Життєпис
Народився у 1859 рокові в Карагуатае. У 1879 вступив до лав армії, зробив військову кар'єру, у 1897 ставши полковником. Входив до партії Колорадо, був міністром армії і флоту в урядах Асеваля і Карвальйо.
У січні 1902 року взяв участь у перевороті, під час якого було усунуто президента Асеваля, а у листопаді того ж року сам був обраний президентом. При його правлінні були стабілізовані бюджет і курс національної валюти, значно виросла економіка. Однак у 1904 у країні відбулася революція, у результаті якої Ескурра був зміщений з посади, і після багаторічного правління партії Колорадо влада перейшла до рук лібералів.